# Dawid V (patriarcha Gruzji)
Dawid V, imię świeckie Chariton Dewdariani (ur. 24 marca?/6 kwietnia 1903 w Mirontsminda, zm. 9 listopada 1977 w Tbilisi) – Katolikos-Patriarcha Gruzji w latach 1972–1977.

## Życiorys
Wykształcenie podstawowe otrzymał w miejscowości Mirontsminda. W 1917 roku przerwał naukę w szkole we wsi Sargweszi. Naukę kontynuował w klasztorze w Chiatura.
25 lutego 1921 roku w następstwie podboju Gruzji przez bolszewików, Gruziński Kościół Prawosławny w Gruzji został zdelegalizowany. Dawid zmuszony był do pozostawania w ukryciu i zmiany miejsca zamieszkania.
26 lutego 1927 roku został wyświęcony na diakona, a następnego dnia na kapłana. W 1930 roku służył w różnych cerkwiach Tbilisi.
28 sierpnia 1956 roku został konsekrowany na biskupa Margweti i Urbnisi.
Patriarchat
7 kwietnia 1972 roku zmarł patriarcha Gruzji Efrem II. Wybór biskupa Dawida na Katolikosa-Patriarchę został bezpośrednio zainspirowany przez przewodniczącego Rady ds. Religii przy Radzie Ministrów ZSRR Kurojedowa. Zablokował on kandydaturę metropolity suchumsko-abchaskiego Eliasza (Guduszauriego-Sziolaszwilego), popieranego przez większość duchowieństwa i wiernych gruzińskich.
1 lipca 1972 roku XI Zgromadzenie Kościelne Gruzji, w którym uczestniczyło 58 delegatów, wybrało Dawida Katolikosem-Patriarchą.
W 1976 roku Katolikos–Patriarcha David V oficjalnie odwiedził Moskwę. W odróżnieniu od patriarchy Efrema oraz metropolity Eliasza, działających w gruzińskim ruchu narodowym, zachowywał pełną lojalność wobec władz radzieckich, które jawnie chwalił w swoich kazaniach. Z tego względu w czasie sprawowania urzędu był wyjątkowo niepopularny wśród Gruzinów.
9 listopada 1977 roku zmarł po długiej i poważnej chorobie. Został pochowany 15 listopada 1977 roku w Katedrze Patriarchalnej na Syjonie.